# Jardins du Vatican
Les jardins du Vatican (en italien : Giardini Vaticani) au Vatican sont un ensemble de jardins urbains qui couvrent plus de la moitié de la superficie du territoire du Vatican, du Sud au Nord-Est. Ils incluent certains bâtiments, tels que radio Vatican, le monastère Mater Ecclesiae et la tour Saint-Jean.
Ces jardins couvrent environ 23 hectares ce qui représente la plupart de la colline du Vatican. Le point culminant est à 60 mètres au-dessus du niveau moyen de la mer. Des murs en pierre délimitent la zone au Nord, au Sud et à l'Ouest.
Les jardins et parcs ont été créés à la Renaissance et à la période baroque et sont décorés avec des fontaines et des sculptures. Le jardin a une flore variée et la zone est considérée comme un biotope.

## Histoire

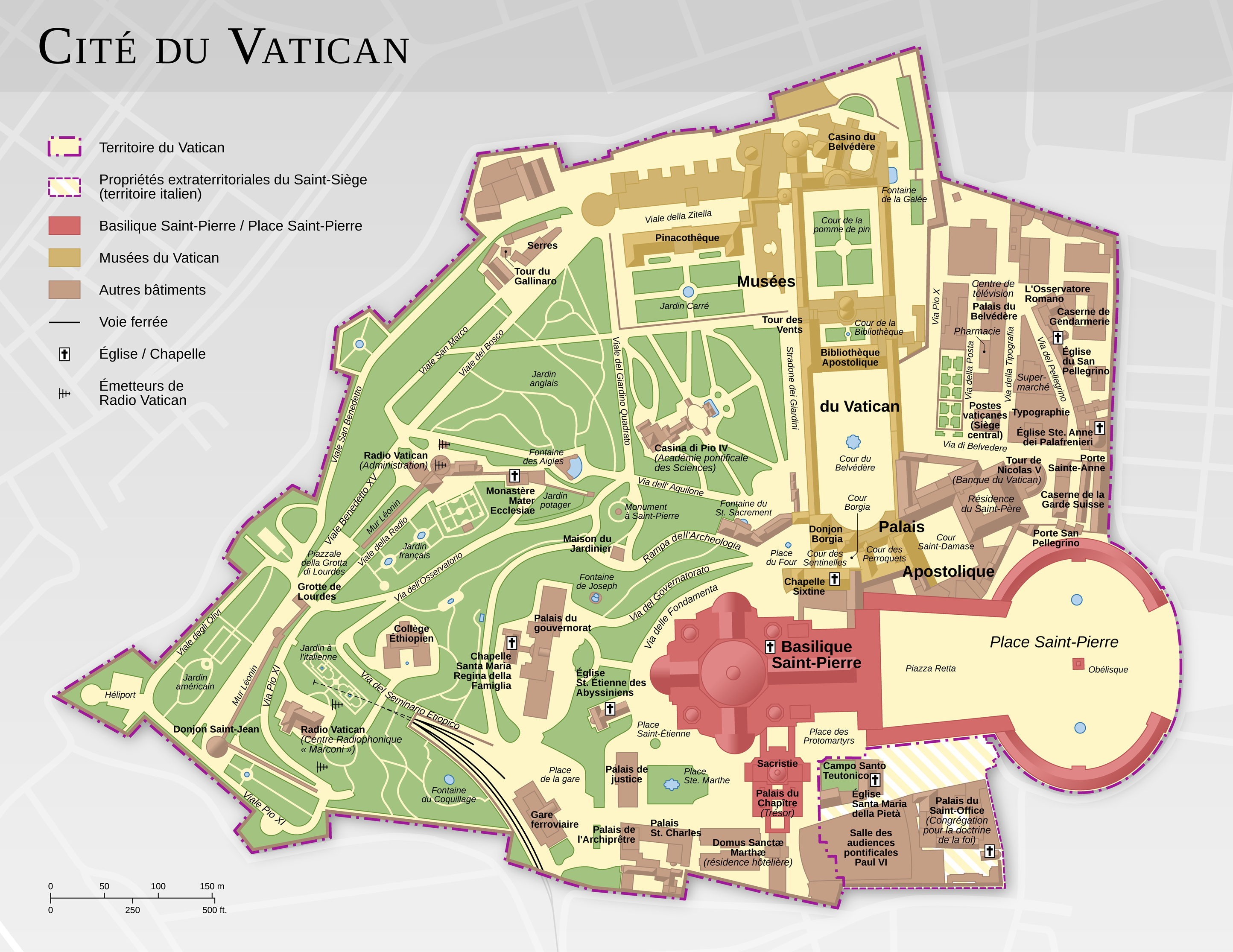
Carte du Vatican.

La tradition veut que, sur le site du jardin du Vatican, de la terre apportée de Golgotha ait été épandue par sainte Hélène, pour unir symboliquement le sang du Christ et les sépultures des milliers de premiers chrétiens, morts à la suite des persécutions de Néron.
Les jardins datent de l'époque médiévale, quand les vergers et les vignes s'étendent au nord de la basilique vaticane. En 1279, le pape Nicolas III (Giovanni Gaetano Orsini, 1277-1280) transfère sa résidence, précédemment au palais du Latran, au Vatican et clôt ce domaine par des murs. Il plante un verger (pomerium), une pelouse (pratellum) et un jardin (viridarium).
Le site subit un important réaménagement paysager au début du XVIIe siècle pendant la papauté de Jules II. La partie située à l'ouest de la basilique était appelée les grands jardins du Vatican. Au XVIe siècle, la pente, qui sépare la villa du Belvédère au nord de la basilique, est aménagée en terrasses et jardins, par Bramante : ces jardins portent le nom de jardins du Belvédère au sein de la Cortile del Belvedere. Ceux-ci sont ensuite divisés en trois nouvelles cours intérieures : Cortile del Belvedere, Cortile della Biblioteca et la Cortile della Pigna,, dans le style de l'aménagement paysager de la Renaissance italienne. Toujours dans le style Renaissance, un grand labyrinthe rectangulaire est créé : formel dans la conception, de buis encadrés de pins parasols italiens (Pinus pinea) et de cèdres du Liban (Cedrus libani). Au lieu de l'enceinte de Nicolas III, Bramante construit un grand mur défensif rectiligne.

## Jardin actuel
Les jardins du Vatican, de nos jours, se répartissent sur près de 23 hectares (57 acres) : ils contiennent une variété de fortifications médiévales, des édifices et monuments du IXe siècle à nos jours, au milieu de lits de fleurs éclatantes et topiaires, des pelouses vertes et une parcelle de 3 hectares (7,4 acres) de forêt. Plusieurs fontaines répandent de la fraîcheur sur les jardins, tandis que des sculptures et des grottes artificielles proclament la dévotion à la Vierge et qu'un olivier offert par le gouvernement d'Israël, étend ses trois branches verdoyantes.

### Principales fontaines
- Fontaine de l'Aigle
- Fontaine de Joseph
- Fontaine du Saint-Sacrement
- Fontaine du Coquillage

### Principaux monuments et grottes

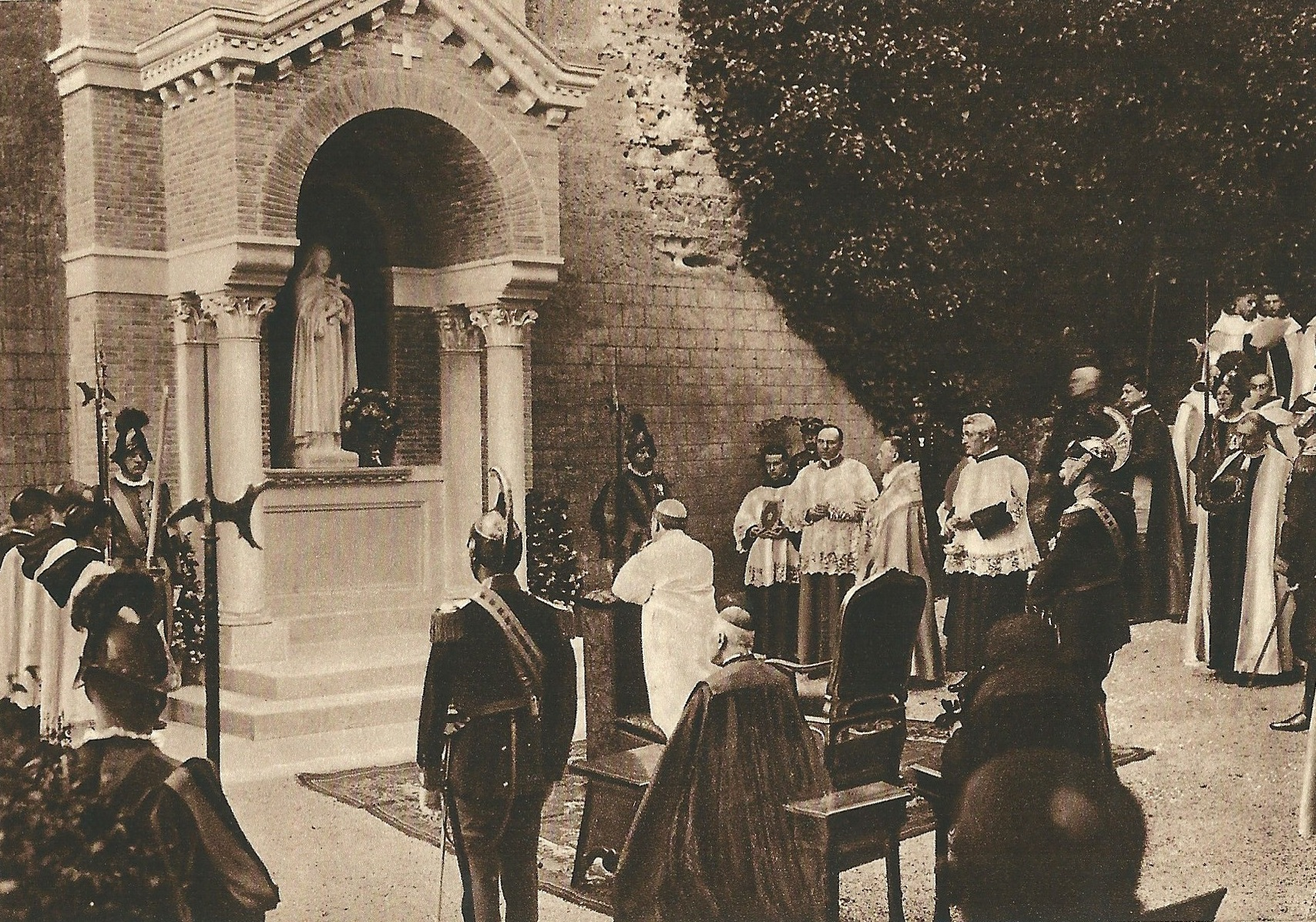
La pape Pie XI en prière devant la statue de sainte Thérèse de Lisieux inaugurée en 1927.

- Grotte de Lourdes (copie conforme)
- Statue de sainte Thérèse de Lisieux
- Monument à Saint-Pierre
- Cloche du jubilé de l'an 2000

### Principaux édifices
- Tour de Gallinaro
- Villa Pia (ou Casina Pio IV)
- Monastère Mater Ecclesiae
- Maison du jardinier
- Radio Vatican
- Palais du Gouvernorat du Vatican, avec le blason pontifical végétal
- Église Santa Maria Regina della Famiglia
- Collège pontifical éthiopien
- Tour Saint-Jean et mur léonin
- Église Saint Étienne des Abyssiniens
- Palais de justice
- Palais de l'archiprêtre
- Palais de Saint-Charles

### Principaux jardins
- Jardin carré
- Jardin anglais
- Jardin potager
- Jardin français
- Jardin américain

### Autres lieux
- Gare ferroviaire
- Héliport

## Galerie

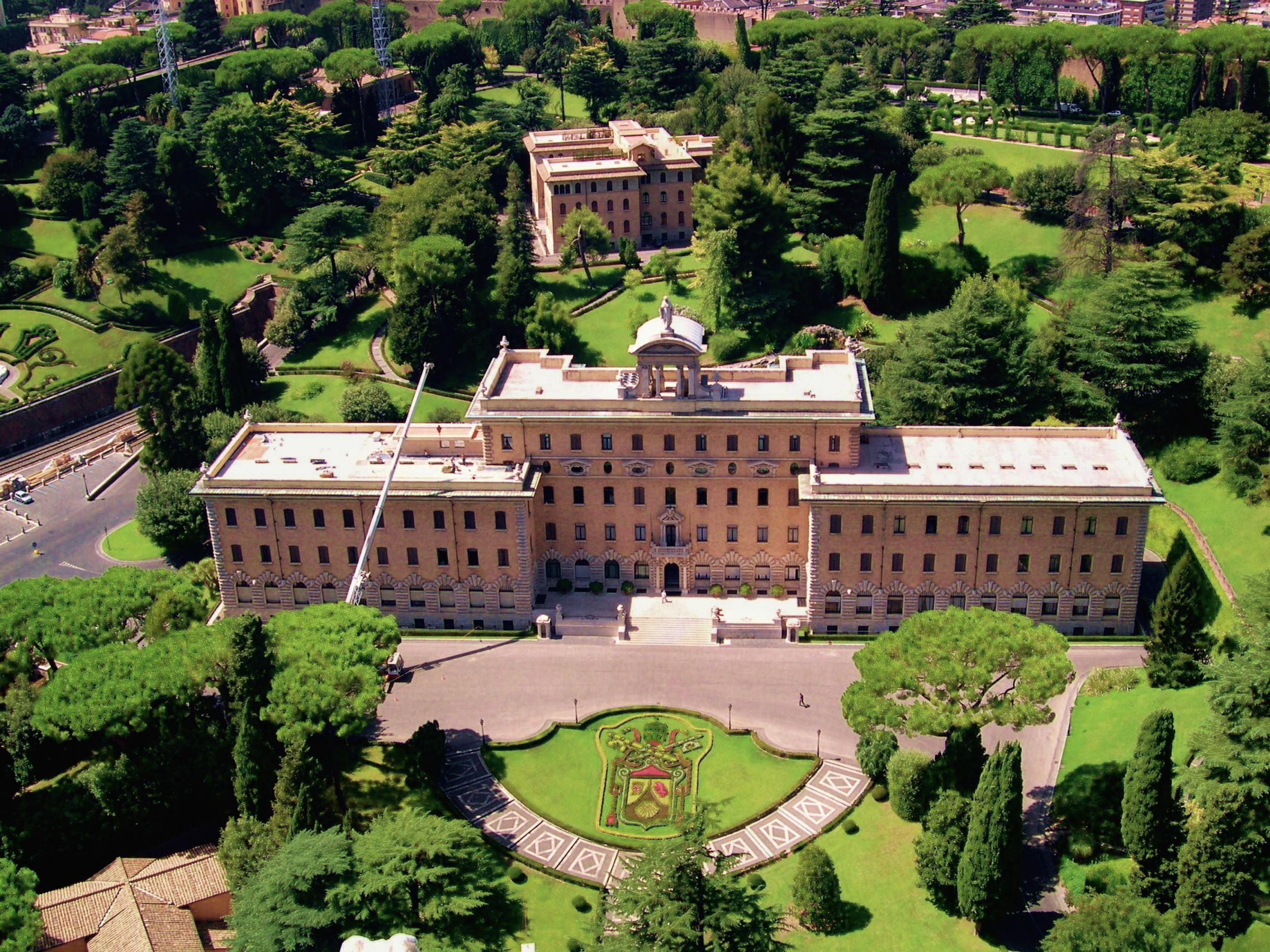
Palais du gouverneur de la Cité du Vatican.
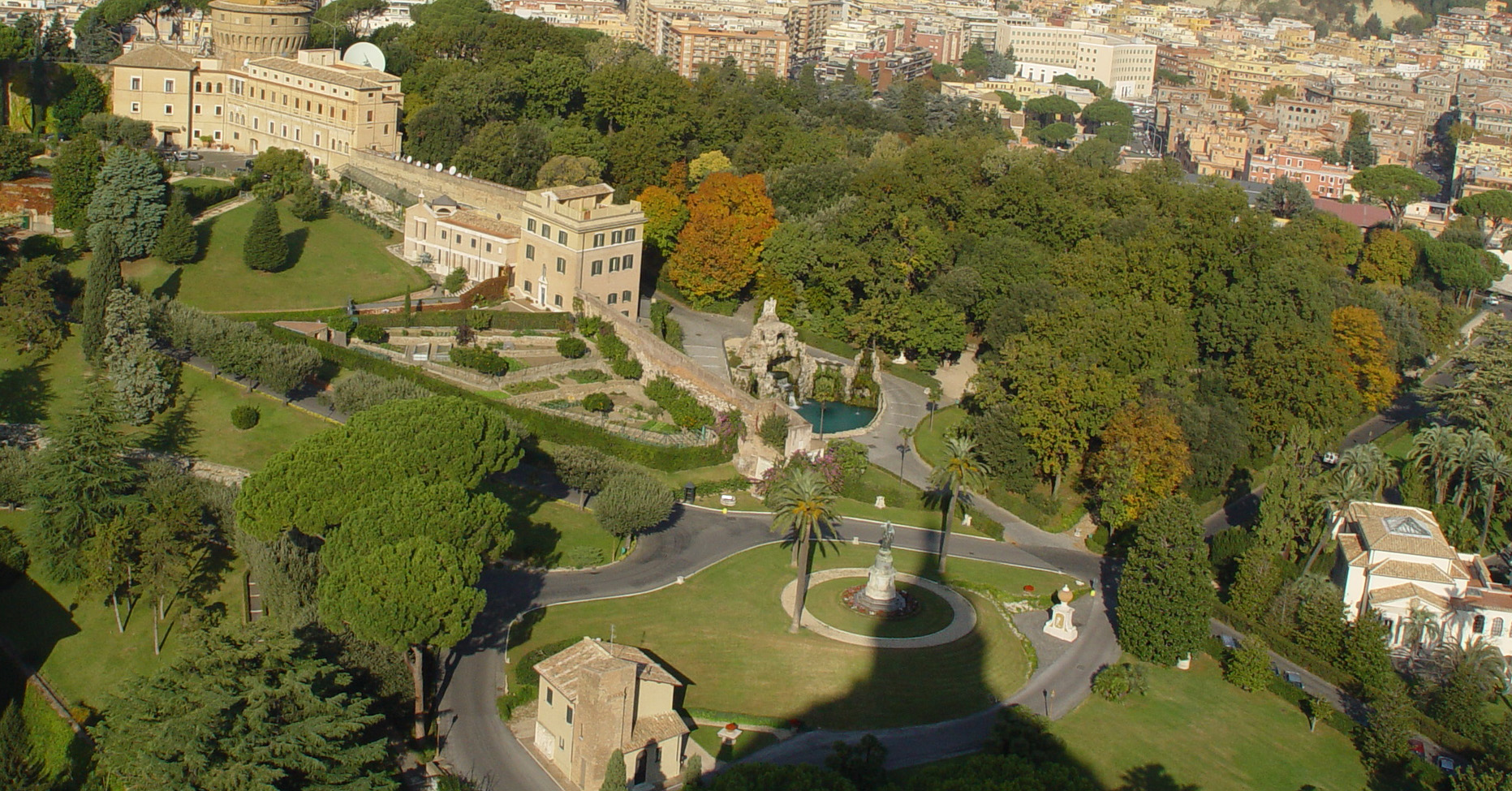
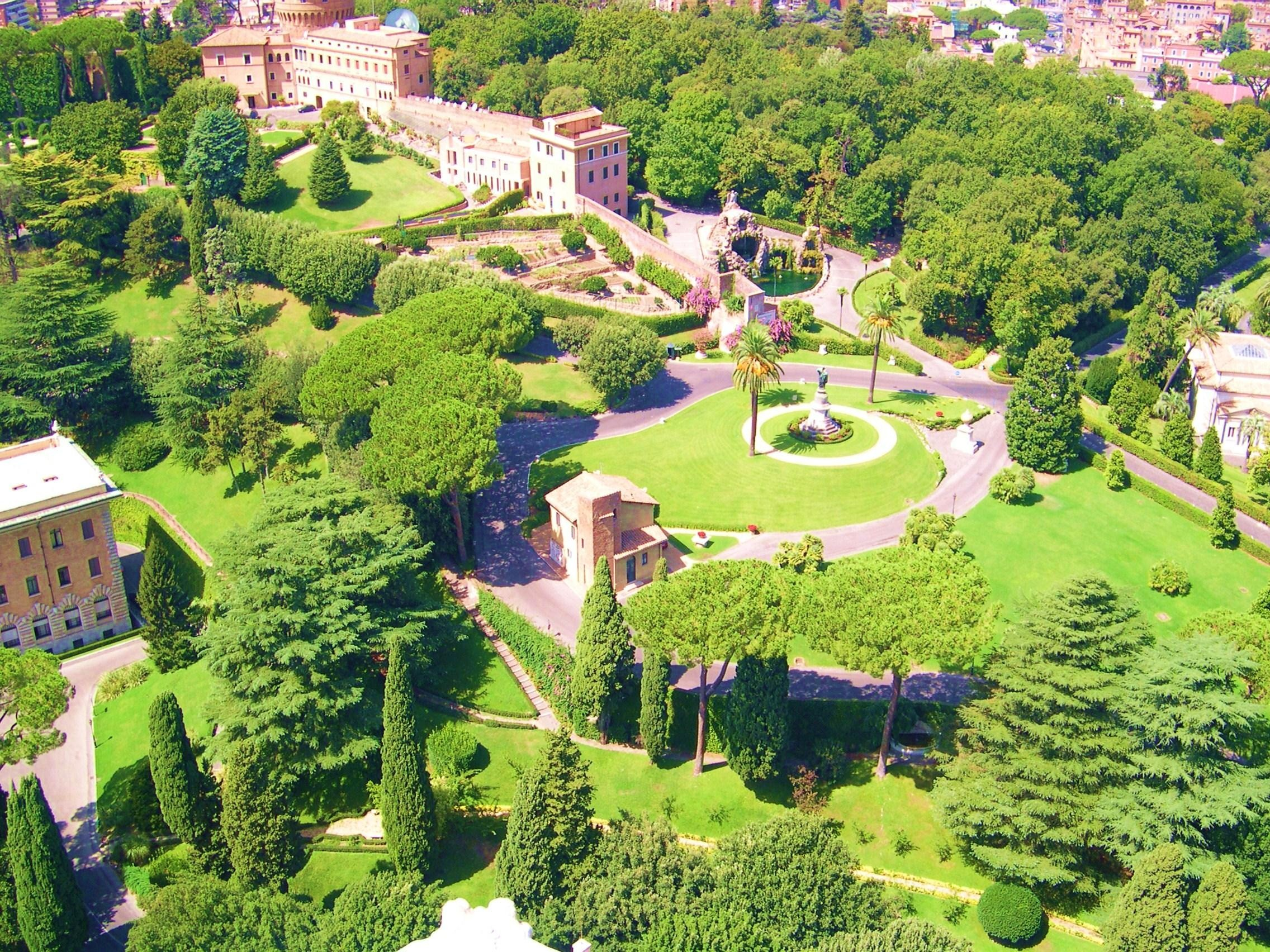
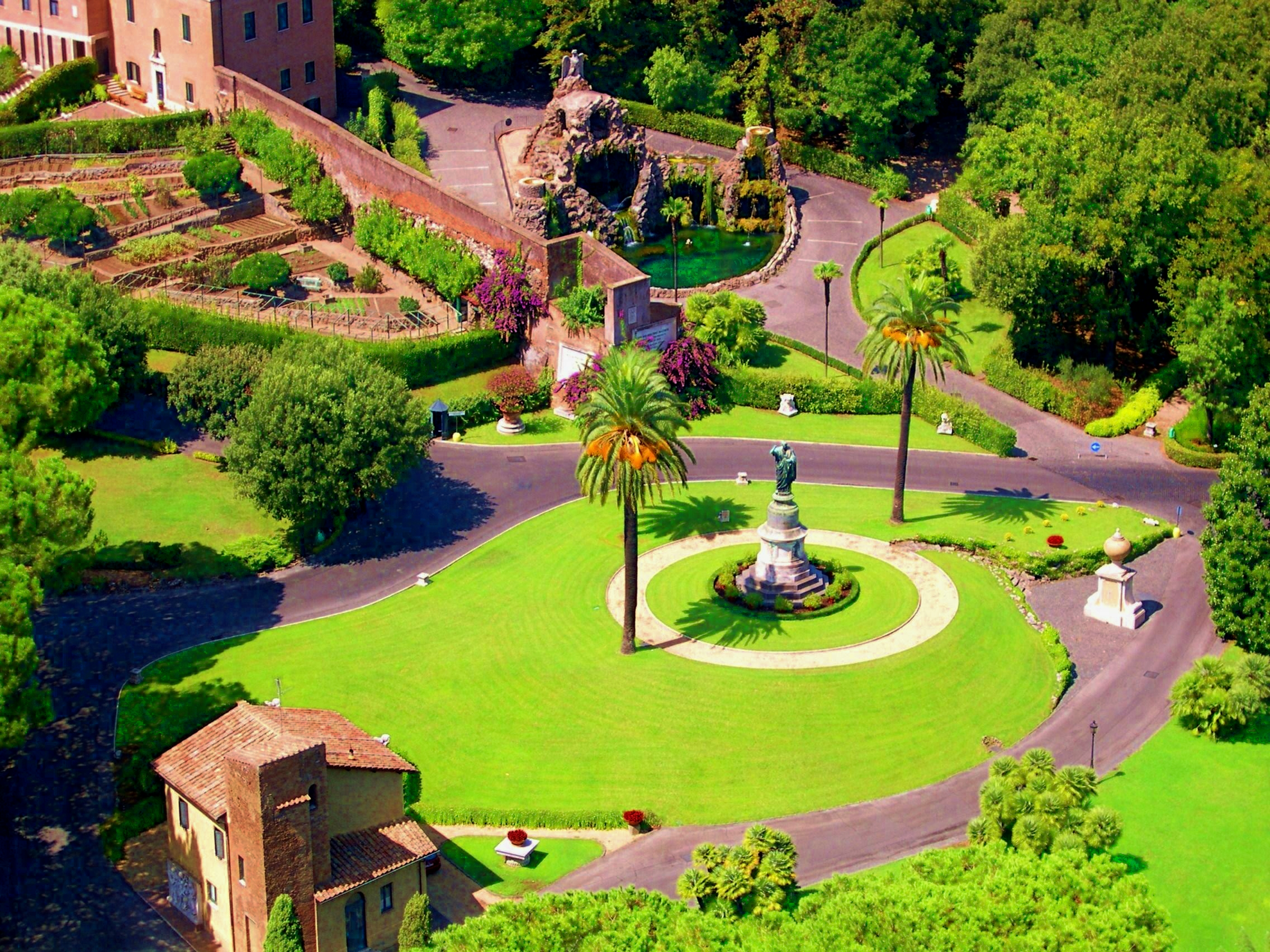
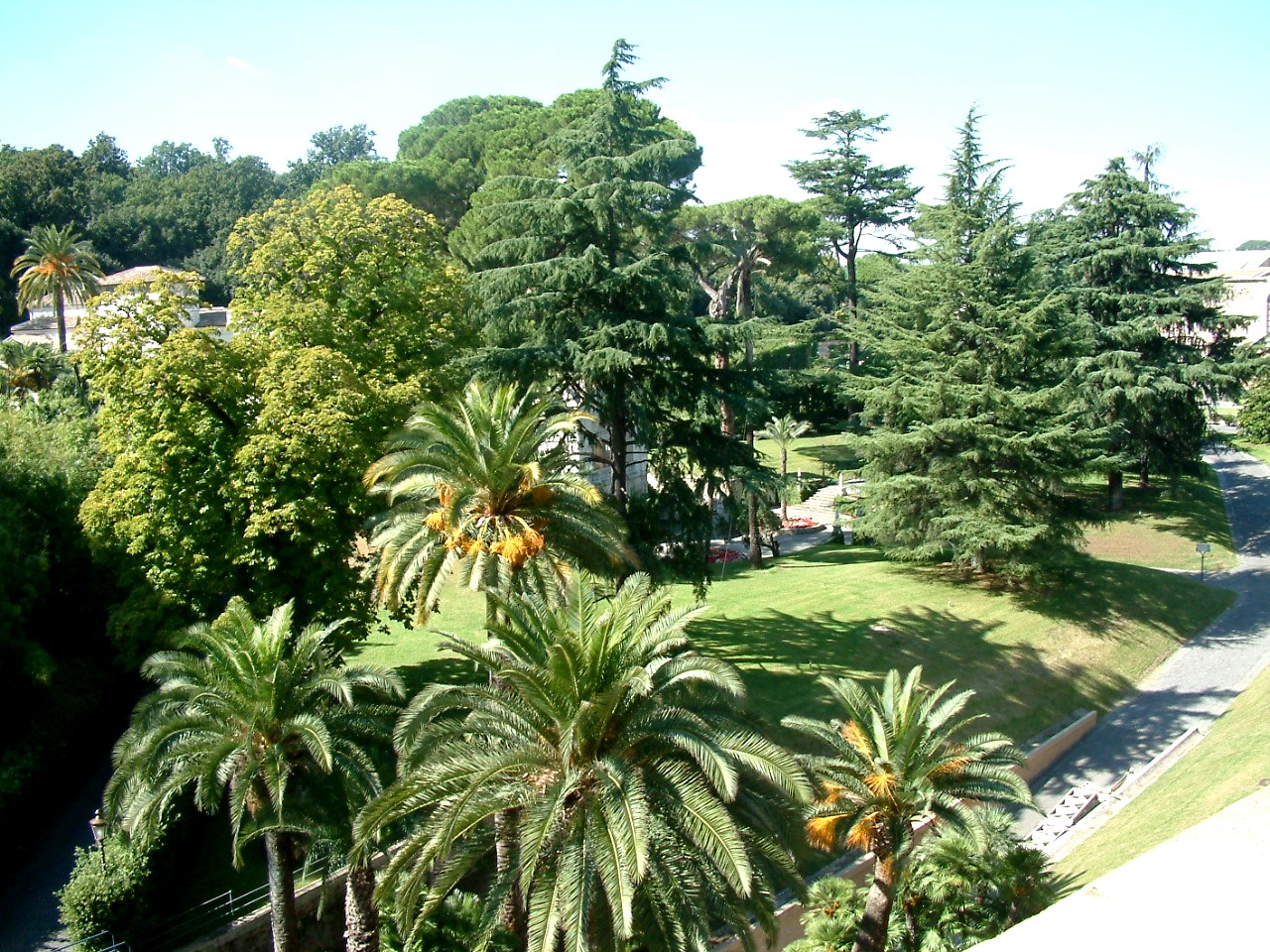
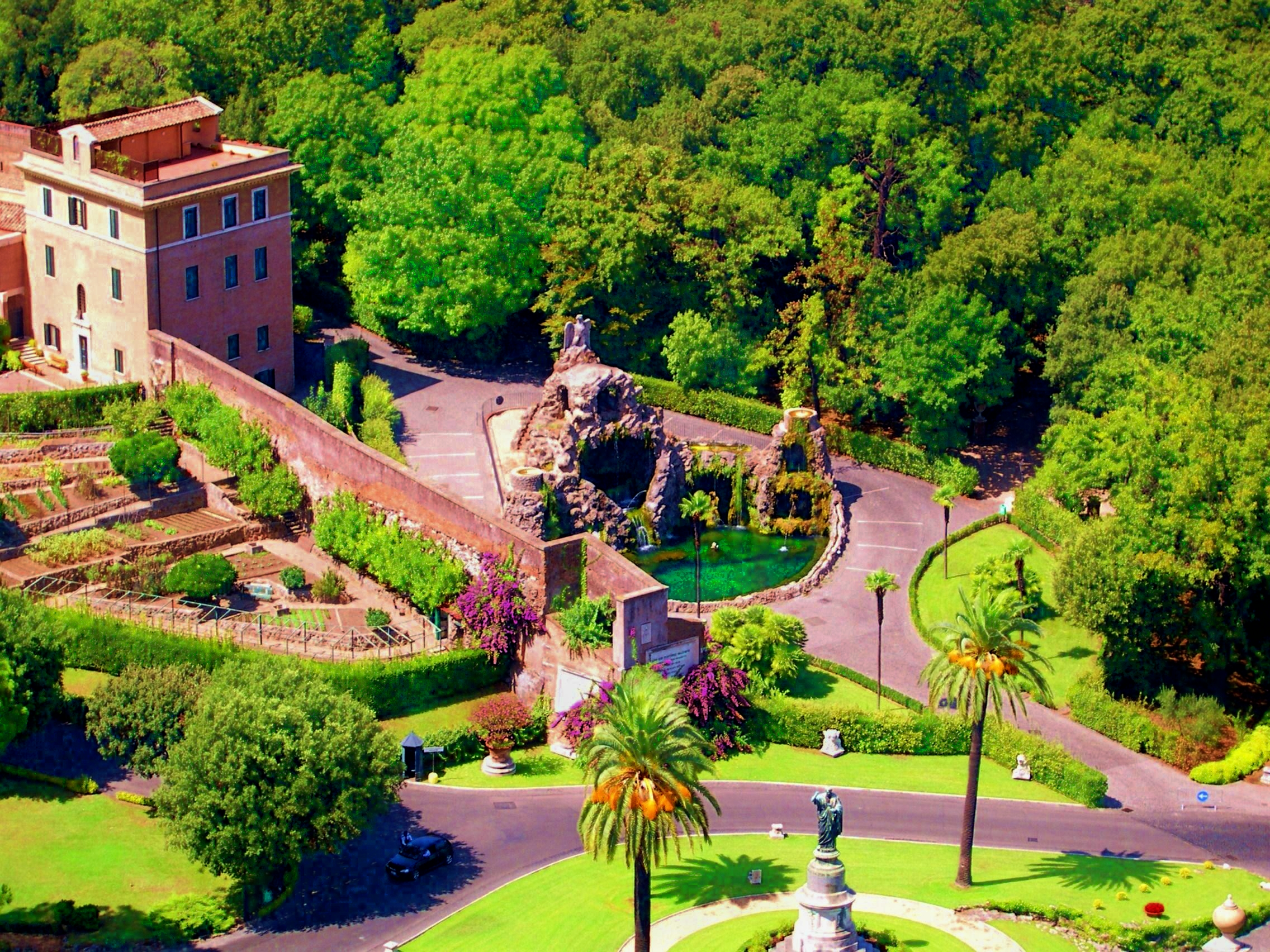
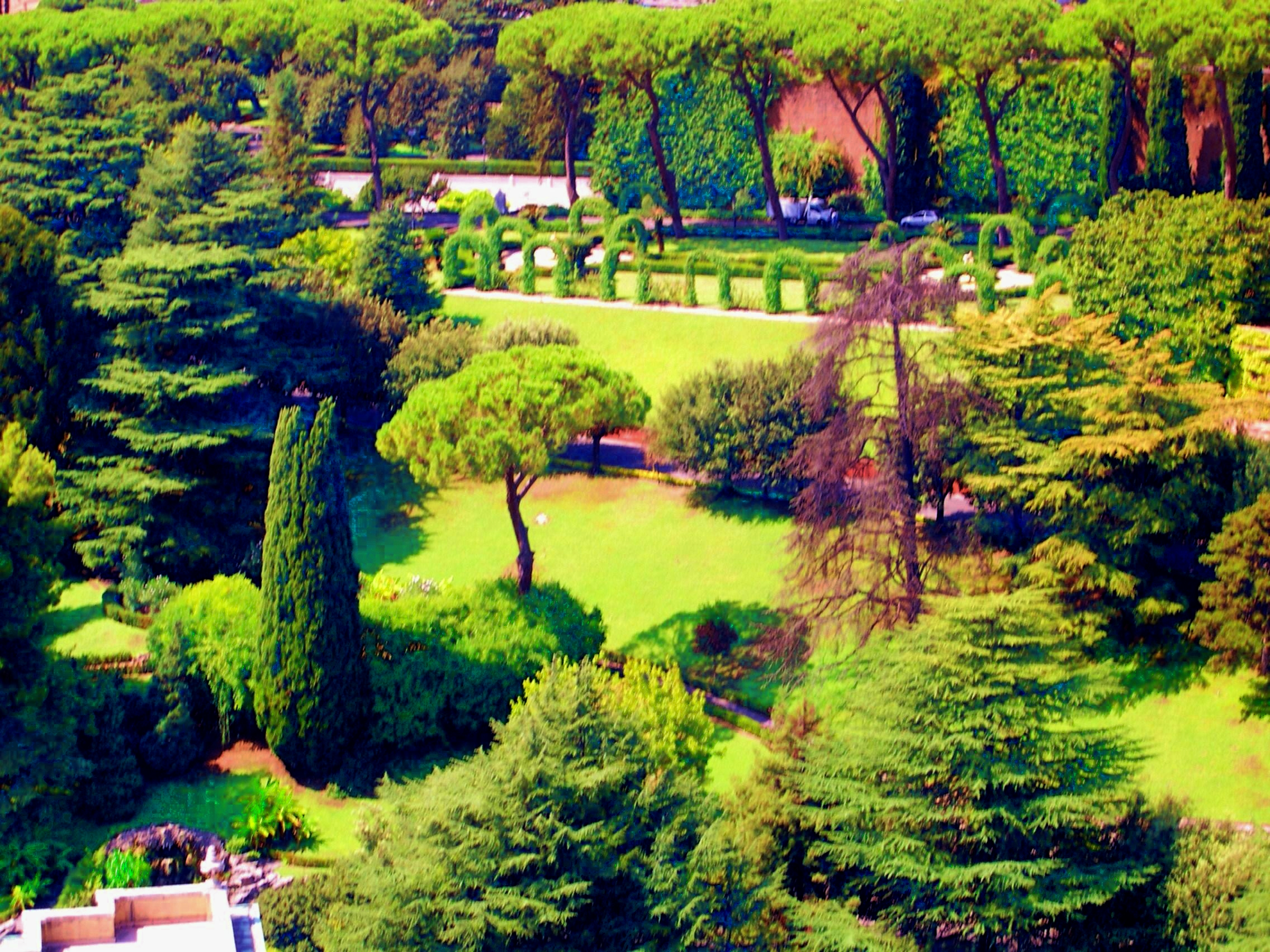